# Tierra Estella Bus
El Tierra Estella Bus (Lizarrerria Bus en euskera) es el servicio de autobuses que opera en Estella y sus alrededores, que sirve a unas 50.000 personas de la Merindad de Estella. En 2008 transportó a más de 200 000 viajeros. Los autobuses son rojos y blancos, que son los colores de la ciudad de Estella, cabecera del servicio.

## Recorrido
Los autobuses recorren las principales vías de Estella, así como las carreteras  NA-120   NA-132   NA-132-A   NA-132-B   NA-1110   NA-7400   NA-7402   NA-7453  y  NA-8403 .

## Líneas
El servicio está dividido en dos líneas que comparten trazado a su paso por Estella, pero que se separan al salir de ella, llegando una a las poblaciones del sureste y otra a las del suroeste, así como a las del norte.
|  |  |   |  |  | Parada (ida)            | Parada (vuelta)         | Municipio   | Correspondencia |  |
|  |  | - |  |  | ----------------------- | ----------------------- | ----------- | --------------- |  |
|  |  | ■ |  |  | Hospital                | Hospital                | Estella     | 2               |  |
|  |  | ■ |  |  | Plaza de Toros          | Plaza de Toros          | Estella     | 2               |  |
|  |  | ■ |  |  | Recoletas               | Recoletas               | Estella     | 2               |  |
|  |  | ■ |  |  | Autobuses               | Inmaculada              | Estella     | 2               |  |
|  |  | ■ |  |  |                         | Ayuntamiento            | Estella     | 2               |  |
|  |  | ■ |  |  | Fray Diego              | Fray Diego              | Estella     | 2               |  |
|  |  | ■ |  |  | Rocamador               | Rocamador               | Estella     | 2               |  |
|  |  | ■ |  |  | Renolit                 | Renolit                 | Estella     |                 |  |
|  |  | ■ |  |  | Cruz Roja               | Cruz Roja               | Estella     |                 |  |
|  |  | ■ |  |  | Carretera               | Carretera               | Villatuerta |                 |  |
|  |  | ■ |  |  | Plaza Mayor             | Plaza Mayor             | Villatuerta |                 |  |
|  |  | ■ |  |  | Regueta                 | Regueta                 | Villatuerta |                 |  |
|  |  | ■ |  |  | Iglesia                 | Iglesia                 | Villatuerta |                 |  |
|  |  | ■ |  |  | Avenida Tilos Etorbidea | Avenida Tilos Etorbidea | Villatuerta |                 |  |
|  |  | • |  |  | Noveleta                | Noveleta                | Villatuerta |                 |  |
|  |  | • |  |  | Oteiza                  | Oteiza                  | Oteiza      |                 |  |

|  |   |   |   |  | Parada (ida)                     | Parada (vuelta)                  | Municipio               | Correspondencia |  |
|  | - | - | - |  | -------------------------------- | -------------------------------- | ----------------------- | --------------- |  |
|  |   | • |   |  | Calle Mayor/Nagusi Kalea         | Calle Mayor/Nagusi Kalea         | Abárzuza                |                 |  |
|  |   | • |   |  | Bearin                           | Bearin                           | Bearin                  |                 |  |
|  |   | ■ |   |  | Hospital                         | Hospital                         | Estella                 | 1               |  |
|  |   | ■ |   |  | Plaza de Toros                   | Plaza de Toros                   | Estella                 | 1               |  |
|  |   | ■ |   |  | Recoletas                        | Recoletas                        | Estella                 | 1               |  |
|  |   | ■ |   |  | Autobuses                        | Inmaculada                       | Estella                 | 1               |  |
|  |   | ■ |   |  |                                  | Ayuntamiento                     | Estella                 | 1               |  |
|  |   | ■ |   |  | Fray Diego                       | Fray Diego                       | Estella                 | 1               |  |
|  |   | ■ |   |  | Rocamador                        | Rocamador                        | Estella                 | 1               |  |
|  |   | ■ |   |  | Carlos VII                       | Carlos VII                       | Estella                 |                 |  |
|  |   | ■ |   |  | Belin                            | Belin                            | Ayegui                  |                 |  |
|  |   | ■ |   |  | Carretera                        | Carretera                        | Ayegui                  |                 |  |
|  |   | ■ |   |  | Monasterio                       | Monasterio                       | Ayegui                  |                 |  |
|  |   | ■ |   |  | Iratxe                           | Iratxe                           | Ayegui                  |                 |  |
|  |   | ■ |   |  | Urbanización Iratxe Urbanizazioa | Urbanización Iratxe Urbanizazioa | Ayegui                  |                 |  |
|  |   |   |   |  |                                  |                                  |                         |                 |  |
|  | • |   |   |  | Iguzquiza                        | Iguzquiza                        | Iguzquiza               |                 |  |
|  | • |   | • |  | Azqueta                          | Azqueta                          | Azqueta                 |                 |  |
|  | • |   |   |  | Villamayor de Monjardín          | Villamayor de Monjardín          | Villamayor de Monjardín |                 |  |
|  |   |   | • |  | Urbiola                          | Urbiola                          | Urbiola                 |                 |  |
|  |   |   | • |  | Luquin                           | Luquin                           | Luquin                  |                 |  |
|  |   |   | • |  | Barbarin                         | Barbarin                         | Barbarin                |                 |  |
|  |   |   | • |  | Plaza                            | Plaza                            | Arroniz                 |                 |  |
|  |   |   | • |  | San Andres                       | San Andres                       | Arroniz                 |                 |  |

## Futuras Ampliaciones
En varias ocasiones, los ayuntamientos de la zona han demandado al Departamento de Transportes del Gobierno de Navarra, titular del servicio, sendas ampliaciones de las líneas ya existentes o la creación de otras nuevas. No obstante, no se ha llegado a ningún acuerdo para materializar dichas propuestas.